# Nemognatha rouyeri
Nemognatha rouyeri es una especie de coleóptero de la familia Meloidae.

## Distribución geográfica
Habita en Java Indonesia.